# Yves Caumon
Yves Caumon (Bussac-Forêt, 27 de mayo de 1964) es un director de cine francés. Es considerado uno de los componentes de la "Nueva Ola" del cine francés junto a Jean-Paul Civeyrac, Philippe Ramos o François Ozon.

## Biografía
En sus comienzos, trabajó como asistente de directores como Agnès Varda y Jean-Paul Civeyrac y posteriormente debutó con los cortometrajes como A la Hache con Valérie Crunchant, Les filles de mon pays (que consiguió el Premio Jean Vigo en el 2000). Su primera película Amour d’enfance fue premiada con el Premio Un certain regard en el Festival Internacional de Cine de Cannes de 2001. Su siguiente película Cache-cache fue presentada en el Festival Internacional de Cine de Cannes de 2005.
Actualmente es profesior en la Universidad de Toulouse.

## Filmografía

### Cortometrajes
- 1998 La beauté du monde
- 2000 Les filles de mon pays (Premio Jean Vigo)
- 2002 A la hache con Valérie Crunchant

### Largometrajes
- 2001 Amours d’enfance
- 2005  Cache-cache
- 2011 L'Oiseau

## Premios y reconocimientos
Festival Internacional de Cine de Cannes
| Año  | Categoría                | Película         | Resultado |
| ---- | ------------------------ | ---------------- | --------- |
| 2001 | Premio Un Certain Regard | Amours d’enfance | Ganador   |

- Premio Jean Vigo 2000